# Régis Laconi
Régis Laconi (Saint-Dizier, 8 de julho de 1975) é um ex-motociclista francês que competiu na MotoGP e no Campeonato Mundial de Superbike.

## Carreira
Filho de uma pai francês e mãe italiana, Laconi começou em 1991 no campeonato francês de 125cc. Sua estreia no mundial de Motovelocidade foi em 1992, quando disputou o Grande Prêmio da França pela mesma categoria, pilotando uma Honda RS125R da equipe Team-JMC. No mesmo ano, foi campeão nacional das 125cc, venceu as 250cc em 1993 e o campeonato europeu da modalidade em 1994. Correu ainda 2 temporadas das 250cc, com resultados razoáveis.
Em 1997, foi promovido à categoria das 500cc do Mundial de Motovelocidade, participando de 11 etapas. Entre 1999 e 2000, pilotou pela Yamaha, obtendo seus 2 únicos pódios nos GPs da Comunidade Valenciana (única vitória do francês na divisão principal) e da Austrália (terceiro lugar).
Em 2001, deixou o Mundial de Motovelocidade para correr o Mundial de Superbike pela Aprilia. Voltaria a disputar a MotoGP (nova denominação das 500cc) em 2002, tendo 2 oitavos lugares como melhor resultado na temporada.
De volta à Superbike em 2003, Laconi foi vice-campeão no ano seguinte, pilotando uma Ducati. Entre 2006 e 2008, representou a Kawasaki, mas não repetiu o mesmo destaque na equipe italiana, onde voltou a defendê-la em 2009, ano em que deixou a categoria depois de sofrer um grave acidente durante o primeiro treino livre para o GP de Kyalami , chegando a ficar em coma induzido. Ele ainda realizou um teste no circuito de Misano, mas descartou voltar a competir.